# Thêta centaurides
Les Thêta centaurides sont une faible pluie de météores qui se produit du 23 janvier au 12 mars. Elle n'est visible que de l'hémisphère sud.